# Сан Бонико (Пјаченца)
Сан Бонико је насеље у Италији у округу Пјаченца, региону Емилија-Ромања.
Према процени из 2011. у насељу је живело 396 становника. Насеље се налази на надморској висини од 69 м.